# Roi de France et de Navarre
Ne doit pas être confondu avec Roi des Français.
Le titre de roi de France et de Navarre a été porté pendant plus de deux siècles par les rois de France de la maison de Bourbon, à partir de l'avènement d'Henri III, roi de Navarre, au trône de France, sous le nom d'Henri IV (1589), dans le contexte d'une union des Couronnes de France et de Navarre.
Il disparaît lorsque Louis XVI reçoit le titre de roi des Français le 6 novembre 1789 ; il est de nouveau utilisé par Louis XVIII et Charles X de 1814 à 1830.

## Historique

### Précédents: les derniers Capétiens directs (1284-1328)

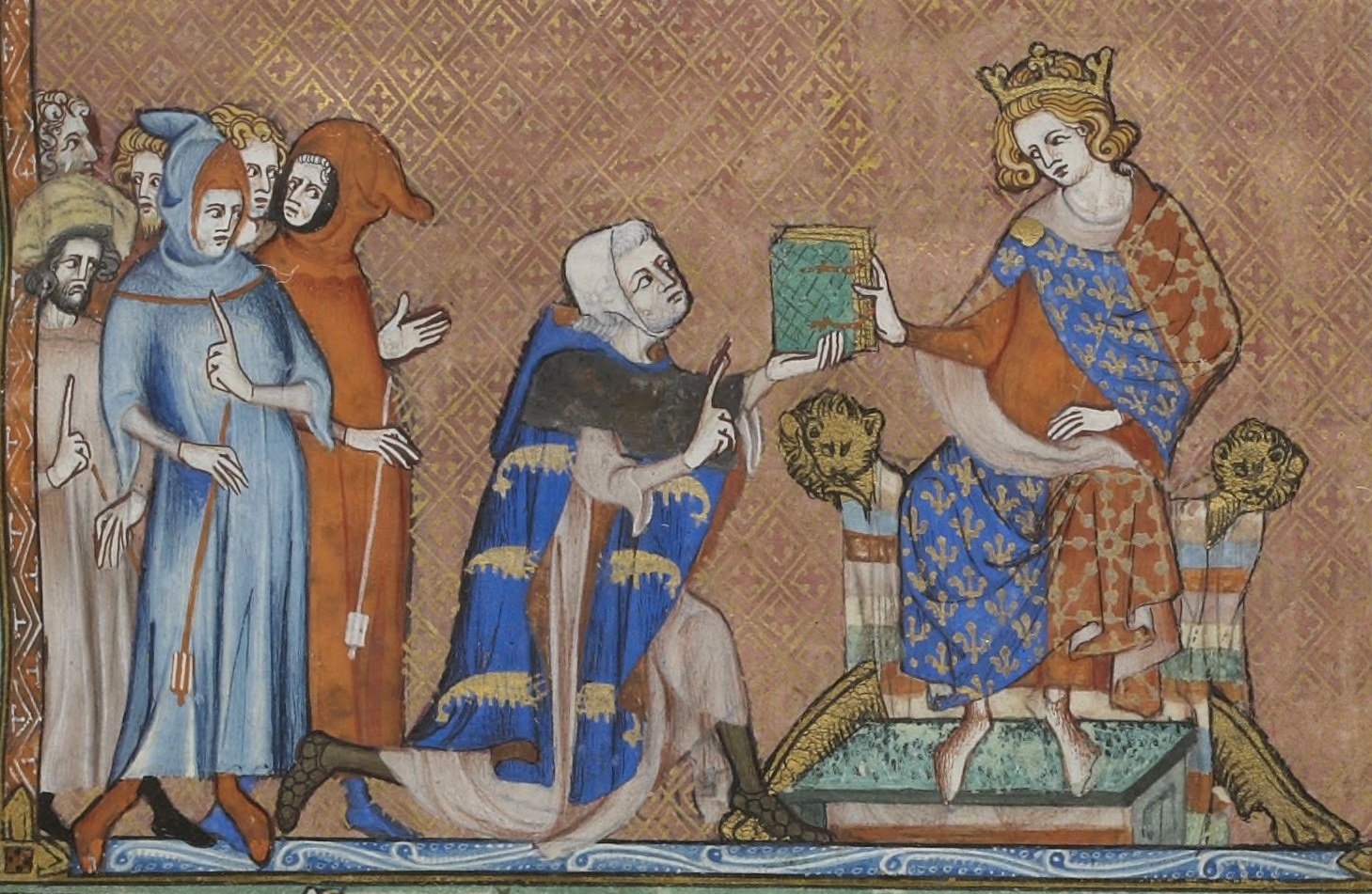
Louis le Hutin, roi de France et de Navarre, recevant Jean de Joinville

Les royaumes de France et de Navarre en 1328 (avec les possessions navarraises de Normandie)

Cinq rois capétiens ont été en même temps rois de France et rois de Navarre. Après le mariage, en 1284, de Jeanne Ire, reine de Navarre et comtesse de Champagne (1274-1305), avec le futur Philippe IV, les deux titres seront conjointement portés par : 
- Philippe le Bel (Philippe Ier de Navarre de 1284 à 1305, par mariage; Philippe IV de France de 1285 à 1314);
- Louis le Hutin (Louis Ier de Navarre de 1305 à 1316 ; Louis X de France de 1314 à 1316);
- Jean le Posthume (Jean Ier en France et en Navarre, en 1316);
- Philippe le Long (Philippe V de France et, au détriment de sa nièce, Philippe II de Navarre de 1316 à 1322);
- Charles le Bel (Charles IV de France et, au détriment de sa nièce, Charles Ier de Navarre de 1322 à 1328).

En 1328, Jeanne, sœur de Jean Ier, est écartée du trône de France à la suite de la première invocation de la loi salique, mais devient reine de Navarre : cette dernière redevient donc indépendante.

### Le royaume de Navarre de 1512 à 1589
En 1512, la plus grande partie du royaume de Navarre, la Haute-Navarre (où se trouve la capitale : Pampelune), est conquise et occupée par Ferdinand, roi d'Aragon et roi consort de Castille ; au cours des luttes qui s'ensuivent, la reine Catherine de Navarre puis son fils Henri II de Navarre ne parviennent à conserver que la Basse-Navarre. Cependant, ils détiennent par ailleurs plusieurs États souverains (Béarn, Donezan, Andorre) et des fiefs relevant du royaume de France (Foix, Bigorre, Albret, Armagnac, Périgord, etc.). Cet ensemble constitue les possessions de la couronne de Navarre.

États de la Couronne de Navarre au début du XVI.

En 1548, la petite-fille de Catherine, Jeanne d'Albret, héritière du roi de Navarre Henri II épouse Antoine de Bourbon, en France premier prince du sang, chef de la maison de Bourbon, descendant de saint Louis généalogiquement le plus proche après les Valois qui règnent sur la France depuis 1328. Il détient lui aussi plusieurs fiefs français (notamment le duché de Vendôme).
Leur fils Henri, né en 1553, devient en 1562 premier prince du sang en France et en 1572 roi de Navarre sous le nom d'Henri III.

### L'accession d'HenriIIIde Navarre au trône de France
En 1584, à la mort du duc François d'Anjou, Henri III de Navarre devient héritier présomptif du trône de France, au cas (probable) où Henri III de Valois mourrait sans descendance mâle légitime. 
Mais il est protestant et, dans le contexte des guerres de Religion, les catholiques de la Ligue l'excluent de la succession et considèrent que l'héritier présomptif légitime est son parent le cardinal de Bourbon. 
En 1589, à la mort d'Henri III, Henri de Navarre devient roi de France sous le nom d'Henri IV, mais il doit encore achever la conquête de son royaume sur les ligueurs ; il abjure le protestantisme en 1593 et est sacré et couronné le 27 février 1594 à Chartres. En 1598, il reçoit la reddition du dernier rebelle important, le duc de Mercœur, gouverneur de Bretagne, et signe l'édit de Nantes, mettant fin aux guerres de Religion.

### L'union des Couronnes (1589-1789)
Henri IV choisit d'utiliser le titre de « roi de France et de Navarre » plutôt que « roi de France et roi de Navarre ».

Les acquisitions territoriales de la France de 1589 à 1789, la Navarre en étant privée.

Situation en 1789: le royaume de France et, signalés en rouge, le royaume de Navarre (partie ouest) et la principauté souveraine de Béarn (partie est).

L'union des deux couronnes est d'abord précaire : tant qu'Henri IV n'a pas de fils légitime, chaque royaume conserve un héritier présomptif distinct : Catherine de Bourbon, sœur du roi, pour le trône de Navarre, Henri II de Bourbon-Condé pour le trône de France. C'est seulement en 1601 que la naissance du futur Louis XIII assure la continuité de l'union. Toutefois les deux royaumes ont encore des premiers princes du sang distincts: Condé pour la France, Rohan pour la Navarre.
En 1607, les fiefs français de la couronne de Navarre sont réunis au domaine royal : les duché d'Albret, duché de Vendôme, duché de Beaumont, comté d'Armagnac, comté de Bigorre, comté de Fezensac, comté de Foix, comté de Rodez, comté Périgord, comté de Gaure, vicomté de Limoges, vicomté de Lomagne, vicomté de Marsan, vicomté de Gabardan, vicomté de Tursan, vicomté de Fézensaguet, etc.
En octobre 1620, la Navarre et les autres États souverains sont réunis à leur tour par l'Édit de Pau. Les États de Navarre refusent toutefois de reconnaître cet édit.
On peut remarquer que les rois de France et de Navarre n'ont jamais rien fait pour récupérer tout ou partie de la Haute-Navarre : le Traité des Pyrénées de 1659, conclu à la fin de la guerre franco-espagnole (1635-1659) ne concerne que le Roussillon ; ils n'ont pas non plus essayé de profiter de l'avènement des Bourbons en Espagne en 1700 (succession d'Espagne).

### Le dépérissement et la fin du titre (1789-1830)
L'union personnelle est transformée en annexion par la Révolution française : en 1790, la Basse-Navarre est incorporée dans le département français des Basses-Pyrénées. Lorsque le titre de Louis XVI devient « roi des Français », l'ancien royaume est considéré comme territoire français à part entière.
Le titre de « roi de France et de Navarre » est repris de 1814 à 1830 par Louis XVIII, puis Charles X, mais sans rien changer au statut administratif du territoire de l'ancien royaume.
À la suite de la révolution de 1830, toute référence au royaume de Navarre est abandonnée : Louis-Philippe Ier porte de nouveau le titre de « roi des Français » et d'ailleurs, il n'a pas de droits sur l'ancienne royauté navarraise, étant de la maison d'Orléans.

## Héraldique

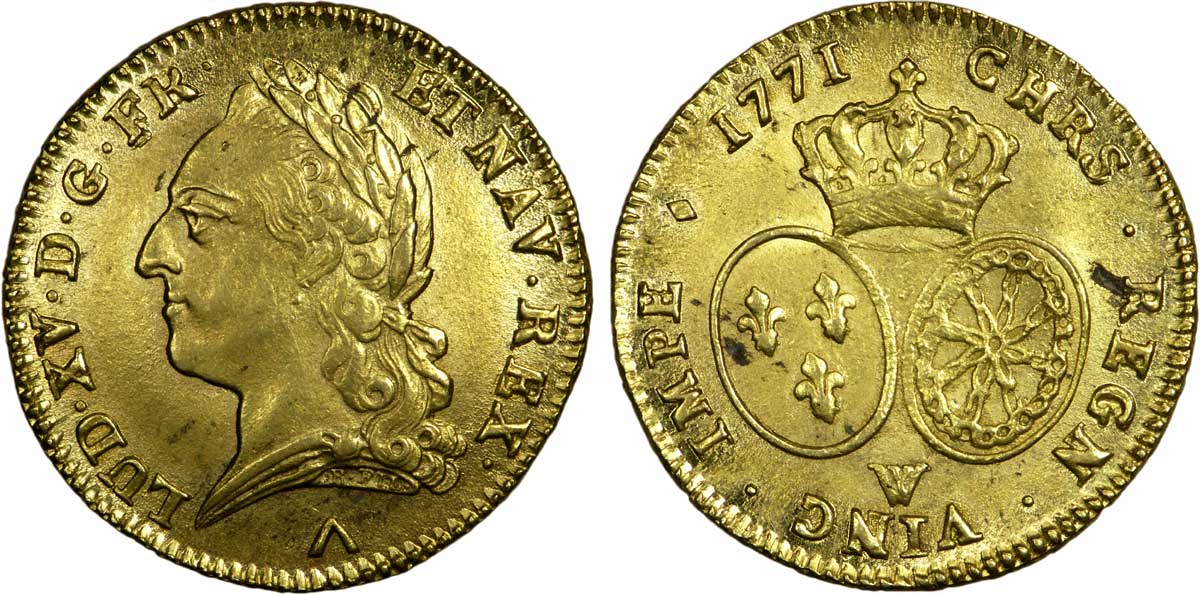
Double louis d'or de Louis XV (1771) aux armes de France et de Navarre

Contrairement à ce qu'avaient fait les Capétiens directs (écu parti de France et de Navarre), les armoiries d'Henri III de Navarre devenu roi de France associent sous une même couronne les blasons des deux royaumes, selon un modèle d'armoiries d'alliance préféré à celui des armes composées. L'égalité et l'indépendance des deux royaumes étaient ainsi respectées. 
Ces armoiries sont maintenues par tous ses successeurs. Elles apparaissent souvent sur les pièces de monnaie.
Dans le même temps, les souverains espagnols, qui ont pourtant conquis la Haute-Navarre, n'utilisent pas les armes de Navarre. Ce n'est qu'après le démantèlement du royaume de Navarre par la France, la renonciation au titre royal navarrais en 1830 et finalement la fin de la royauté française en 1848, que les armoiries du royaume d'Espagne intègrent les armes de Navarre.

## Postérité
Une expression survit encore dans la culture française : « de France et de Navarre » ; elle est utilisée pour signifier « absolument partout en France »,, par exemple : « Acheminé simultanément dans les cafés, les restaurants et chez les cavistes de France et de Navarre mais aussi dans toute l'Europe, aux États-Unis, jusqu'en Australie et à Hong Kong, chaque troisième jeudi de novembre, le beaujolais primeur s'écoule en trois mois à peine » (Magazine Que Choisir ?, n° 233, novembre 1987)

## Liste des porteurs du titre

### Capétiens (1314-1328)
| Rang | Portrait | Nom                         | Règne             | Notes | Armoiries |
| ---- | -------- | --------------------------- | ----------------- | --- | --------- |
| 1    |          | Louis X (1289-1316)         | 1314-1316 (1 an)  | Fils aîné du roi de France Philippe IV le Bel et de la reine Jeanne Ire de Navarre. Roi de Navarre, il devient également roi de France et cumule les deux titres de 1314 à 1316. Surnommé « le Hutin » (el Obstinado).                                                               |           |
| 2    |          | Jean Ier le Posthume (1316) | 1316 (4 jours)    | Fils posthume du roi Louis X et de Clémence de Hongrie. Également roi de France et de Navarre. Son oncle Philippe de Poitiers assure la régence durant les quelques jours que dure sa vie. Surnommé « le Posthume » (el Póstumo).                                                    |           |
| 3    |          | Philippe V (1293-1322)      | 1316-1322 (5 ans) | Fils cadet de Philippe IV et Jeanne Ire ; frère cadet de Louis X et oncle de Jean Ier. Également roi de France et de Navarre. Il obtient la succession de Navarre au détriment de sa nièce Jeanne, la fille de Louis X. Surnommé « le Long » (el Largo). Mort sans descendance mâle. |           |
| 4    |          | Charles IV (1294-1328)      | 1322-1328 (6 ans) | Fils benjamin de Philippe IV et Jeanne Ire ; frère cadet de Louis X et Philippe V. Également roi de France et de Navarre. Surnommé « le Bel » (el Hermoso). Mort sans descendance mâle.                                                                                              |           |

### Bourbons (1589-1789)
| Rang | Portrait | Nom                    | Règne              | Notes | Armoiries |
| ---- | -------- | ---------------------- | ------------------ | --- | --------- |
| 5    |          | Henri IV (1553-1610)   | 1589-1610 (20 ans) | Fils d'Antoine de Bourbon et de Jeanne III de Navarre. Devenu en 1572, roi de Navarre, il devient roi de France en 1589 (« Henri IV »).                                               |           |
| 6    |          | Louis XIII (1601-1643) | 1610-1643 (33 ans) | Fils d'Henri IV et de Marie de Médicis. Également roi de France et de Navarre. |           |
| 7    |          | Louis XIV (1638-1715)  | 1643-1715 (72 ans) | Fils de Louis XIII et d'Anne d'Autriche. Également roi de France et de Navarre. Son règne est le plus long de toute l'histoire de la monarchie française. Il meurt à 76 ans.          |           |
| 8    |          | Louis XV (1710-1774)   | 1715-1774 (59 ans) | Arrière petit-fils de Louis XIV. Également roi de France et de Navarre. |           |
| 9    |          | Louis XVI (1754-1793)  | 1774-1791 (17 ans) | Petit-fils de Louis XV. Roi de France et de Navarre, il devient roi des Français par le décret du 6 novembre 1789, confirmé par la Constitution de 1791, à laquelle il prête serment. |           |

### Restauration des Bourbons (1814-1830)
| Rang | Portrait | Nom                     | Règne              | Notes | Armoiries |
| ---- | -------- | ----------------------- | ------------------ | --- | --------- |
| 10   |          | Louis XVIII (1755-1824) | 1814-1824 (10 ans) | Frère de Louis XVI. Proclamé « roi de France et de Navarre » en 1814 après la chute de Napoléon.                                               |           |
| 11   |          | Charles X (1757-1830)   | 1824-1830 (6 ans)  | Frère du précédent. Dernier porteur du titre de « roi de France et de Navarre ». Renversé par les Trois Glorieuses, il abdique le 2 août 1830. |           |

## Généalogie simplifiée
Liens de parenté entre les différents rois de France et de Navarre
|  |  |  |  |  |  |  |  |  |  |  |  |  |  |  |  |  |  |  |  |  |  |  |  |  |  |  |  |                      |                      |                                |                                |                                |                                |                                         |                                         |                                         |                                         |                                           |                                         |                                   |                                   |                                             |                                             |                                             |                                             |                                             |                                             |                                                 |                                                 |                                                 |                                                 |                                                 |                                                 |                                            |                                            |  |  |  |  |  |  |  |  |  |  |  |  |  |  |  |  |
|  |  |  |  |  |  |  |  |  |  |  |  |  |  |  |  |  |  |  |  |  |  |  |  |  |  |  |  |                      |                      |                                |                                |                                |                                |                                         |                                         | Jeanne Ire de Navarre                   | Jeanne Ire de Navarre                   | Jeanne Ire de Navarre                     | Jeanne Ire de Navarre                   | Jeanne Ire de Navarre             | Jeanne Ire de Navarre             |                                             |                                             |                                             |                                             |                                             |                                             | Philippe IV de France (Philippe Ier de Navarre) | Philippe IV de France (Philippe Ier de Navarre) | Philippe IV de France (Philippe Ier de Navarre) | Philippe IV de France (Philippe Ier de Navarre) | Philippe IV de France (Philippe Ier de Navarre) | Philippe IV de France (Philippe Ier de Navarre) |                                            |                                            |  |  |  |  |  |  |  |  |  |  |  |  |  |  |  |  |
|  |  |  |  |  |  |  |  |  |  |  |  |  |  |  |  |  |  |  |  |  |  |  |  |  |  |  |  |                      |                      |                                |                                |                                |                                |                                         |                                         | Jeanne Ire de Navarre                   | Jeanne Ire de Navarre                   | Jeanne Ire de Navarre                     | Jeanne Ire de Navarre                   | Jeanne Ire de Navarre             | Jeanne Ire de Navarre             |                                             |                                             |                                             |                                             |                                             |                                             | Philippe IV de France (Philippe Ier de Navarre) | Philippe IV de France (Philippe Ier de Navarre) | Philippe IV de France (Philippe Ier de Navarre) | Philippe IV de France (Philippe Ier de Navarre) | Philippe IV de France (Philippe Ier de Navarre) | Philippe IV de France (Philippe Ier de Navarre) |                                            |                                            |  |  |  |  |  |  |  |  |  |  |  |  |  |  |  |  |
|  |  |  |  |  |  |  |  |  |  |  |  |  |  |  |  |  |  |  |  |  |  |  |  |  |  |  |  |                      |                      |                                |                                |                                |                                |                                         |                                         |                                         |                                         |                                           |                                         |                                   |                                   |                                             |                                             |                                             |                                             |                                             |                                             |                                                 |                                                 |                                                 |                                                 |                                                 |                                                 |                                            |                                            |  |  |  |  |  |  |  |  |  |  |  |  |  |  |  |  |
|  |  |  |  |  |  |  |  |  |  |  |  |  |  |  |  |  |  |  |  |  |  |  |  |  |  |  |  |                      |                      |                                |                                |                                |                                |                                         |                                         |                                         |                                         |                                           |                                         |                                   |                                   |                                             |                                             |                                             |                                             |                                             |                                             |                                                 |                                                 |                                                 |                                                 |                                                 |                                                 |                                            |                                            |  |  |  |  |  |  |  |  |  |  |  |  |  |  |  |  |
|  |  |  |  |  |  |  |  |  |  |  |  |  |  |  |  |  |  |  |  |  |  |  |  |  |  |  |  |                      |                      |                                |                                |                                |                                | Louis X le Hutin (Louis Ier de Navarre) | Louis X le Hutin (Louis Ier de Navarre) | Louis X le Hutin (Louis Ier de Navarre) | Louis X le Hutin (Louis Ier de Navarre) | Louis X le Hutin (Louis Ier de Navarre)   | Louis X le Hutin (Louis Ier de Navarre) |                                   |                                   | Philippe V le Long (Philippe II de Navarre) | Philippe V le Long (Philippe II de Navarre) | Philippe V le Long (Philippe II de Navarre) | Philippe V le Long (Philippe II de Navarre) | Philippe V le Long (Philippe II de Navarre) | Philippe V le Long (Philippe II de Navarre) |                                                 |                                                 | Charles IV le Bel (Charles Ier de Navarre)      | Charles IV le Bel (Charles Ier de Navarre)      | Charles IV le Bel (Charles Ier de Navarre)      | Charles IV le Bel (Charles Ier de Navarre)      | Charles IV le Bel (Charles Ier de Navarre) | Charles IV le Bel (Charles Ier de Navarre) |  |  |  |  |  |  |  |  |  |  |  |  |  |  |  |  |
|  |  |  |  |  |  |  |  |  |  |  |  |  |  |  |  |  |  |  |  |  |  |  |  |  |  |  |  |                      |                      |                                |                                |                                |                                | Louis X le Hutin (Louis Ier de Navarre) | Louis X le Hutin (Louis Ier de Navarre) | Louis X le Hutin (Louis Ier de Navarre) | Louis X le Hutin (Louis Ier de Navarre) | Louis X le Hutin (Louis Ier de Navarre)   | Louis X le Hutin (Louis Ier de Navarre) |                                   |                                   | Philippe V le Long (Philippe II de Navarre) | Philippe V le Long (Philippe II de Navarre) | Philippe V le Long (Philippe II de Navarre) | Philippe V le Long (Philippe II de Navarre) | Philippe V le Long (Philippe II de Navarre) | Philippe V le Long (Philippe II de Navarre) |                                                 |                                                 | Charles IV le Bel (Charles Ier de Navarre)      | Charles IV le Bel (Charles Ier de Navarre)      | Charles IV le Bel (Charles Ier de Navarre)      | Charles IV le Bel (Charles Ier de Navarre)      | Charles IV le Bel (Charles Ier de Navarre) | Charles IV le Bel (Charles Ier de Navarre) |  |  |  |  |  |  |  |  |  |  |  |  |  |  |  |  |
|  |  |  |  |  |  |  |  |  |  |  |  |  |  |  |  |  |  |  |  |  |  |  |  |  |  |  |  |                      |                      |                                |                                |                                |                                |                                         |                                         |                                         |                                         |                                           |                                         |                                   |                                   |                                             |                                             |                                             |                                             |                                             |                                             |                                                 |                                                 |                                                 |                                                 |                                                 |                                                 |                                            |                                            |  |  |  |  |  |  |  |  |  |  |  |  |  |  |  |  |
|  |  |  |  |  |  |  |  |  |  |  |  |  |  |  |  |  |  |  |  |  |  |  |  |  |  |  |  | Jean Ier le Posthume | Jean Ier le Posthume | Jean Ier le Posthume           | Jean Ier le Posthume           | Jean Ier le Posthume           | Jean Ier le Posthume           |                                         |                                         |                                         |                                         | Jeanne II de Navarre                      | Jeanne II de Navarre                    | Jeanne II de Navarre              | Jeanne II de Navarre              | Jeanne II de Navarre                        | Jeanne II de Navarre                        |                                             |                                             |                                             |                                             |                                                 |                                                 |                                                 |                                                 |                                                 |                                                 |                                            |                                            |  |  |  |  |  |  |  |  |  |  |  |  |  |  |  |  |
|  |  |  |  |  |  |  |  |  |  |  |  |  |  |  |  |  |  |  |  |  |  |  |  |  |  |  |  | Jean Ier le Posthume | Jean Ier le Posthume | Jean Ier le Posthume           | Jean Ier le Posthume           | Jean Ier le Posthume           | Jean Ier le Posthume           |                                         |                                         |                                         |                                         | Jeanne II de Navarre                      | Jeanne II de Navarre                    | Jeanne II de Navarre              | Jeanne II de Navarre              | Jeanne II de Navarre                        | Jeanne II de Navarre                        |                                             |                                             |                                             |                                             |                                                 |                                                 |                                                 |                                                 |                                                 |                                                 |                                            |                                            |  |  |  |  |  |  |  |  |  |  |  |  |  |  |  |  |
|  |  |  |  |  |  |  |  |  |  |  |  |  |  |  |  |  |  |  |  |  |  |  |  |  |  |  |  |                      |                      |                                |                                |                                |                                |                                         |                                         |                                         |                                         | Charles II de Navarre                     |                                         |                                   |                                   |                                             |                                             |                                             |                                             |                                             |                                             |                                                 |                                                 |                                                 |                                                 |                                                 |                                                 |                                            |                                            |  |  |  |  |  |  |  |  |  |  |  |  |  |  |  |  |
|  |  |  |  |  |  |  |  |  |  |  |  |  |  |  |  |  |  |  |  |  |  |  |  |  |  |  |  |                      |                      |                                |                                |                                |                                |                                         |                                         |                                         |                                         |                                           |                                         |                                   |                                   |                                             |                                             |                                             |                                             |                                             |                                             |                                                 |                                                 |                                                 |                                                 |                                                 |                                                 |                                            |                                            |  |  |  |  |  |  |  |  |  |  |  |  |  |  |  |  |
|  |  |  |  |  |  |  |  |  |  |  |  |  |  |  |  |  |  |  |  |  |  |  |  |  |  |  |  |                      |                      |                                |                                |                                |                                |                                         |                                         |                                         |                                         | Charles III de Navarre                    |                                         |                                   |                                   |                                             |                                             |                                             |                                             |                                             |                                             |                                                 |                                                 |                                                 |                                                 |                                                 |                                                 |                                            |                                            |  |  |  |  |  |  |  |  |  |  |  |  |  |  |  |  |
|  |  |  |  |  |  |  |  |  |  |  |  |  |  |  |  |  |  |  |  |  |  |  |  |  |  |  |  |                      |                      |                                |                                |                                |                                |                                         |                                         |                                         |                                         |                                           |                                         |                                   |                                   |                                             |                                             |                                             |                                             |                                             |                                             |                                                 |                                                 |                                                 |                                                 |                                                 |                                                 |                                            |                                            |  |  |  |  |  |  |  |  |  |  |  |  |  |  |  |  |
|  |  |  |  |  |  |  |  |  |  |  |  |  |  |  |  |  |  |  |  |  |  |  |  |  |  |  |  |                      |                      |                                |                                |                                |                                |                                         |                                         |                                         |                                         | Blanche Ire de Navarre                    |                                         |                                   |                                   |                                             |                                             |                                             |                                             |                                             |                                             |                                                 |                                                 |                                                 |                                                 |                                                 |                                                 |                                            |                                            |  |  |  |  |  |  |  |  |  |  |  |  |  |  |  |  |
|  |  |  |  |  |  |  |  |  |  |  |  |  |  |  |  |  |  |  |  |  |  |  |  |  |  |  |  |                      |                      |                                |                                |                                |                                |                                         |                                         |                                         |                                         |                                           |                                         |                                   |                                   |                                             |                                             |                                             |                                             |                                             |                                             |                                                 |                                                 |                                                 |                                                 |                                                 |                                                 |                                            |                                            |  |  |  |  |  |  |  |  |  |  |  |  |  |  |  |  |
|  |  |  |  |  |  |  |  |  |  |  |  |  |  |  |  |  |  |  |  |  |  |  |  |  |  |  |  |                      |                      |                                |                                |                                |                                |                                         |                                         |                                         |                                         | Éléonore de Navarre                       |                                         |                                   |                                   |                                             |                                             |                                             |                                             |                                             |                                             |                                                 |                                                 |                                                 |                                                 |                                                 |                                                 |                                            |                                            |  |  |  |  |  |  |  |  |  |  |  |  |  |  |  |  |
|  |  |  |  |  |  |  |  |  |  |  |  |  |  |  |  |  |  |  |  |  |  |  |  |  |  |  |  |                      |                      |                                |                                |                                |                                |                                         |                                         |                                         |                                         |                                           |                                         |                                   |                                   |                                             |                                             |                                             |                                             |                                             |                                             |                                                 |                                                 |                                                 |                                                 |                                                 |                                                 |                                            |                                            |  |  |  |  |  |  |  |  |  |  |  |  |  |  |  |  |
|  |  |  |  |  |  |  |  |  |  |  |  |  |  |  |  |  |  |  |  |  |  |  |  |  |  |  |  |                      |                      |                                |                                |                                |                                |                                         |                                         |                                         |                                         | Gaston de Foix                            |                                         |                                   |                                   |                                             |                                             |                                             |                                             |                                             |                                             |                                                 |                                                 |                                                 |                                                 |                                                 |                                                 |                                            |                                            |  |  |  |  |  |  |  |  |  |  |  |  |  |  |  |  |
|  |  |  |  |  |  |  |  |  |  |  |  |  |  |  |  |  |  |  |  |  |  |  |  |  |  |  |  |                      |                      |                                |                                |                                |                                |                                         |                                         |                                         |                                         |                                           |                                         |                                   |                                   |                                             |                                             |                                             |                                             |                                             |                                             |                                                 |                                                 |                                                 |                                                 |                                                 |                                                 |                                            |                                            |  |  |  |  |  |  |  |  |  |  |  |  |  |  |  |  |
|  |  |  |  |  |  |  |  |  |  |  |  |  |  |  |  |  |  |  |  |  |  |  |  |  |  |  |  |                      |                      |                                |                                |                                |                                |                                         |                                         |                                         |                                         | Catherine de Navarre                      |                                         |                                   |                                   |                                             |                                             |                                             |                                             |                                             |                                             |                                                 |                                                 |                                                 |                                                 |                                                 |                                                 |                                            |                                            |  |  |  |  |  |  |  |  |  |  |  |  |  |  |  |  |
|  |  |  |  |  |  |  |  |  |  |  |  |  |  |  |  |  |  |  |  |  |  |  |  |  |  |  |  |                      |                      |                                |                                |                                |                                |                                         |                                         |                                         |                                         |                                           |                                         |                                   |                                   |                                             |                                             |                                             |                                             |                                             |                                             |                                                 |                                                 |                                                 |                                                 |                                                 |                                                 |                                            |                                            |  |  |  |  |  |  |  |  |  |  |  |  |  |  |  |  |
|  |  |  |  |  |  |  |  |  |  |  |  |  |  |  |  |  |  |  |  |  |  |  |  |  |  |  |  |                      |                      |                                |                                |                                |                                |                                         |                                         |                                         |                                         | Henri II de Navarre                       |                                         |                                   |                                   |                                             |                                             |                                             |                                             |                                             |                                             |                                                 |                                                 |                                                 |                                                 |                                                 |                                                 |                                            |                                            |  |  |  |  |  |  |  |  |  |  |  |  |  |  |  |  |
|  |  |  |  |  |  |  |  |  |  |  |  |  |  |  |  |  |  |  |  |  |  |  |  |  |  |  |  |                      |                      |                                |                                |                                |                                |                                         |                                         |                                         |                                         |                                           |                                         |                                   |                                   |                                             |                                             |                                             |                                             |                                             |                                             |                                                 |                                                 |                                                 |                                                 |                                                 |                                                 |                                            |                                            |  |  |  |  |  |  |  |  |  |  |  |  |  |  |  |  |
|  |  |  |  |  |  |  |  |  |  |  |  |  |  |  |  |  |  |  |  |  |  |  |  |  |  |  |  |                      |                      |                                |                                |                                |                                |                                         |                                         |                                         |                                         | Jeanne III de Navarre                     |                                         |                                   |                                   |                                             |                                             |                                             |                                             |                                             |                                             |                                                 |                                                 |                                                 |                                                 |                                                 |                                                 |                                            |                                            |  |  |  |  |  |  |  |  |  |  |  |  |  |  |  |  |
|  |  |  |  |  |  |  |  |  |  |  |  |  |  |  |  |  |  |  |  |  |  |  |  |  |  |  |  |                      |                      |                                |                                |                                |                                |                                         |                                         |                                         |                                         |                                           |                                         |                                   |                                   |                                             |                                             |                                             |                                             |                                             |                                             |                                                 |                                                 |                                                 |                                                 |                                                 |                                                 |                                            |                                            |  |  |  |  |  |  |  |  |  |  |  |  |  |  |  |  |
|  |  |  |  |  |  |  |  |  |  |  |  |  |  |  |  |  |  |  |  |  |  |  |  |  |  |  |  |                      |                      |                                |                                |                                |                                |                                         |                                         |                                         |                                         | Henri IV de France (Henri III de Navarre) |                                         |                                   |                                   |                                             |                                             |                                             |                                             |                                             |                                             |                                                 |                                                 |                                                 |                                                 |                                                 |                                                 |                                            |                                            |  |  |  |  |  |  |  |  |  |  |  |  |  |  |  |  |
|  |  |  |  |  |  |  |  |  |  |  |  |  |  |  |  |  |  |  |  |  |  |  |  |  |  |  |  |                      |                      |                                |                                |                                |                                |                                         |                                         |                                         |                                         |                                           |                                         |                                   |                                   |                                             |                                             |                                             |                                             |                                             |                                             |                                                 |                                                 |                                                 |                                                 |                                                 |                                                 |                                            |                                            |  |  |  |  |  |  |  |  |  |  |  |  |  |  |  |  |
|  |  |  |  |  |  |  |  |  |  |  |  |  |  |  |  |  |  |  |  |  |  |  |  |  |  |  |  |                      |                      |                                |                                |                                |                                |                                         |                                         |                                         |                                         | Louis XIII (Louis II de Navarre)          |                                         |                                   |                                   |                                             |                                             |                                             |                                             |                                             |                                             |                                                 |                                                 |                                                 |                                                 |                                                 |                                                 |                                            |                                            |  |  |  |  |  |  |  |  |  |  |  |  |  |  |  |  |
|  |  |  |  |  |  |  |  |  |  |  |  |  |  |  |  |  |  |  |  |  |  |  |  |  |  |  |  |                      |                      |                                |                                |                                |                                |                                         |                                         |                                         |                                         |                                           |                                         |                                   |                                   |                                             |                                             |                                             |                                             |                                             |                                             |                                                 |                                                 |                                                 |                                                 |                                                 |                                                 |                                            |                                            |  |  |  |  |  |  |  |  |  |  |  |  |  |  |  |  |
|  |  |  |  |  |  |  |  |  |  |  |  |  |  |  |  |  |  |  |  |  |  |  |  |  |  |  |  |                      |                      |                                |                                |                                |                                |                                         |                                         |                                         |                                         | Louis XIV (Louis III de Navarre)          |                                         |                                   |                                   |                                             |                                             |                                             |                                             |                                             |                                             |                                                 |                                                 |                                                 |                                                 |                                                 |                                                 |                                            |                                            |  |  |  |  |  |  |  |  |  |  |  |  |  |  |  |  |
|  |  |  |  |  |  |  |  |  |  |  |  |  |  |  |  |  |  |  |  |  |  |  |  |  |  |  |  |                      |                      |                                |                                |                                |                                |                                         |                                         |                                         |                                         |                                           |                                         |                                   |                                   |                                             |                                             |                                             |                                             |                                             |                                             |                                                 |                                                 |                                                 |                                                 |                                                 |                                                 |                                            |                                            |  |  |  |  |  |  |  |  |  |  |  |  |  |  |  |  |
|  |  |  |  |  |  |  |  |  |  |  |  |  |  |  |  |  |  |  |  |  |  |  |  |  |  |  |  |                      |                      |                                |                                |                                |                                |                                         |                                         |                                         |                                         | Louis de France le Grand Dauphin          |                                         |                                   |                                   |                                             |                                             |                                             |                                             |                                             |                                             |                                                 |                                                 |                                                 |                                                 |                                                 |                                                 |                                            |                                            |  |  |  |  |  |  |  |  |  |  |  |  |  |  |  |  |
|  |  |  |  |  |  |  |  |  |  |  |  |  |  |  |  |  |  |  |  |  |  |  |  |  |  |  |  |                      |                      |                                |                                |                                |                                |                                         |                                         |                                         |                                         |                                           |                                         |                                   |                                   |                                             |                                             |                                             |                                             |                                             |                                             |                                                 |                                                 |                                                 |                                                 |                                                 |                                                 |                                            |                                            |  |  |  |  |  |  |  |  |  |  |  |  |  |  |  |  |
|  |  |  |  |  |  |  |  |  |  |  |  |  |  |  |  |  |  |  |  |  |  |  |  |  |  |  |  |                      |                      |                                |                                |                                |                                |                                         |                                         |                                         |                                         | Louis de France le Petit Dauphin          |                                         |                                   |                                   |                                             |                                             |                                             |                                             |                                             |                                             |                                                 |                                                 |                                                 |                                                 |                                                 |                                                 |                                            |                                            |  |  |  |  |  |  |  |  |  |  |  |  |  |  |  |  |
|  |  |  |  |  |  |  |  |  |  |  |  |  |  |  |  |  |  |  |  |  |  |  |  |  |  |  |  |                      |                      |                                |                                |                                |                                |                                         |                                         |                                         |                                         |                                           |                                         |                                   |                                   |                                             |                                             |                                             |                                             |                                             |                                             |                                                 |                                                 |                                                 |                                                 |                                                 |                                                 |                                            |                                            |  |  |  |  |  |  |  |  |  |  |  |  |  |  |  |  |
|  |  |  |  |  |  |  |  |  |  |  |  |  |  |  |  |  |  |  |  |  |  |  |  |  |  |  |  |                      |                      |                                |                                |                                |                                |                                         |                                         |                                         |                                         | Louis XV (Louis IV de Navarre)            |                                         |                                   |                                   |                                             |                                             |                                             |                                             |                                             |                                             |                                                 |                                                 |                                                 |                                                 |                                                 |                                                 |                                            |                                            |  |  |  |  |  |  |  |  |  |  |  |  |  |  |  |  |
|  |  |  |  |  |  |  |  |  |  |  |  |  |  |  |  |  |  |  |  |  |  |  |  |  |  |  |  |                      |                      |                                |                                |                                |                                |                                         |                                         |                                         |                                         |                                           |                                         |                                   |                                   |                                             |                                             |                                             |                                             |                                             |                                             |                                                 |                                                 |                                                 |                                                 |                                                 |                                                 |                                            |                                            |  |  |  |  |  |  |  |  |  |  |  |  |  |  |  |  |
|  |  |  |  |  |  |  |  |  |  |  |  |  |  |  |  |  |  |  |  |  |  |  |  |  |  |  |  |                      |                      |                                |                                |                                |                                |                                         |                                         |                                         |                                         | Louis de France                           |                                         |                                   |                                   |                                             |                                             |                                             |                                             |                                             |                                             |                                                 |                                                 |                                                 |                                                 |                                                 |                                                 |                                            |                                            |  |  |  |  |  |  |  |  |  |  |  |  |  |  |  |  |
|  |  |  |  |  |  |  |  |  |  |  |  |  |  |  |  |  |  |  |  |  |  |  |  |  |  |  |  |                      |                      |                                |                                |                                |                                |                                         |                                         |                                         |                                         |                                           |                                         |                                   |                                   |                                             |                                             |                                             |                                             |                                             |                                             |                                                 |                                                 |                                                 |                                                 |                                                 |                                                 |                                            |                                            |  |  |  |  |  |  |  |  |  |  |  |  |  |  |  |  |
|  |  |  |  |  |  |  |  |  |  |  |  |  |  |  |  |  |  |  |  |  |  |  |  |  |  |  |  |                      |                      |                                |                                |                                |                                |                                         |                                         |                                         |                                         |                                           |                                         |                                   |                                   |                                             |                                             |                                             |                                             |                                             |                                             |                                                 |                                                 |                                                 |                                                 |                                                 |                                                 |                                            |                                            |  |  |  |  |  |  |  |  |  |  |  |  |  |  |  |  |
|  |  |  |  |  |  |  |  |  |  |  |  |  |  |  |  |  |  |  |  |  |  |  |  |  |  |  |  |                      |                      | Louis XVI (Louis V de Navarre) | Louis XVI (Louis V de Navarre) | Louis XVI (Louis V de Navarre) | Louis XVI (Louis V de Navarre) | Louis XVI (Louis V de Navarre)          | Louis XVI (Louis V de Navarre)          |                                         |                                         | Louis XVIII (Louis VI de Navarre)         | Louis XVIII (Louis VI de Navarre)       | Louis XVIII (Louis VI de Navarre) | Louis XVIII (Louis VI de Navarre) | Louis XVIII (Louis VI de Navarre)           | Louis XVIII (Louis VI de Navarre)           |                                             |                                             | Charles X (Charles IV de Navarre)           | Charles X (Charles IV de Navarre)           | Charles X (Charles IV de Navarre)               | Charles X (Charles IV de Navarre)               | Charles X (Charles IV de Navarre)               | Charles X (Charles IV de Navarre)               |                                                 |                                                 |                                            |                                            |  |  |  |  |  |  |  |  |  |  |  |  |  |  |  |  |